# Favières, Eure-et-Loir
Favières är en kommun i departementet Eure-et-Loir i regionen Centre-Val de Loire strax norr om centrala Frankrike. Kommunen ligger i kantonen Châteauneuf-en-Thymerais som tillhör arrondissementet Dreux. År 2022 hade Favières 625 invånare.

## Befolkningsutveckling
Antalet invånare i kommunen Favières
Referens:INSEE